# Tamara Rumiantsev
Tamara Rumiantsev (geboren te Den Haag) is een Nederlands pianiste.

## Opleiding
Voordat ze begon aan de conservatoriumstudie, speelde ze in de finale van het Prinses Christina Concours. Na haar opleiding aan het Utrechts Conservatorium bij Håkon Austbö volgde ze masterclasses bij Tatiana Nikolaeva en Germaine Mounier aan de Universität für Musik und Darstellende Kunst "Mozarteum" Salzburg, en studeerde zij verder in Londen aan het Royal College of Music en New York aan de Manhattan School of Music bij Nina Svetlanova en Bella Davidovich. Zij kreeg hiervoor studiebeurzen van The British Council, het VSB-fonds en het Prins Bernhard Fonds.  In de Verenigde Staten was ze laureaat van de St. Charles World Piano Competition, wat leidde tot diverse optredens o.a. van het Schumann concerto met orkest. Tevens studeerde ze muziekwetenschap en muziektheorie aan de Universiteit Utrecht en het Utrechts Conservatorium.

## Activiteiten
Zij heeft een viool-pianoduo met Liesbeth Ackermans, en met pianist Jeroen van Veen speelt zij quatre-mains en pianoduorepertoire. Zij is werkzaam aan de Hogeschool voor de Kunsten Utrecht als hoofd van de masteropleiding Master of Music en als lid van het faculteitsbestuur. De Master of Music werd in 2007 geaccrediteerd door de NVAO.

## Discografie
Zij maakte cd’s voor o.a. Briljant Classics en Emergo Records met componisten als Schubert, Haydn, Chopin, Simeon ten Holt en Ravel.
- 1998 Incantatie IV van de Nederlands componist Simeon ten Holt, uitgevoerd op 3 vleugels
- 1999 solo-cd met onder andere Gaspard de la Nuit
- 2000 Variations, Fantasie en Capriccio van Joseph Haydn
- 2001 Oranje Muziek - geschreven voor het Koninklijk Huis
- 2001 Schubert sonates (Kruidvat)
- 2002 Fandango van Soler en Natalon in E van Simeon ten Holt
- 2003 Ballades, Sonata nr. 3 van Chopin